# Gonzalo de los Santos da Rosa
Gonzalo de los Santos (Salto, 19 de juliol de 1976) és un exfutbolista uruguaià, que ocupava la posició de migcampista defensiu.

## Trajectòria
Després de guanyar tres campionats de Lliga amb el Peñarol, el 1997 el jugador uruguaià deixa el seu país i marxa a la lliga espanyola, a les files del CP Mérida. Un any després recala al Màlaga CF, amb qui puja a primera divisió. De los Santos va ser titular en les dues campanyes amb els andalusos a la màxima categoria, quallant un bon nivell que va cridar l'atenció d'equips més grans.
L'estiu de 2001 fitxa pel València CF, però eixa temporada, la 01/02, només juga 13 partits, per 17 de la següent. Descartat pel club de Mestalla, és cedit a l'Atlètic de Madrid i al RCD Mallorca. La temporada 06/07 s'incorpora a l'Hèrcules CF, llavors en Segona Divisió. Hi militaria dues temporades discretes per retornar al Peñarol el 2008.

## Selecció
De los Santos ha estat 38 vegades internacional per l'Uruguai, i ha marcat un gol. Amb la selecció del seu país, ha participat en el Mundial del 2002, a la Copa Amèrica de 1997 i a la Copa Confederacions d'eixe darrer any.